# АЦП прямого преобразования
Аналого-цифровые преобразователи прямого преобразования (англ. flash ADC, direct-conversion ADC) являются самыми быстрыми из АЦП, но требуют больших аппаратных затрат.

## Полностью параллельные (флэш) АЦП прямого преобразования
Аппаратные затраты равны {\displaystyle 2^{n}-1} компараторов, где n — число битов АЦП. Для 8-битного АЦП с {\displaystyle 2^{8}=256} уровнями дискретизации потребуется {\displaystyle 2^{8}-1=255} компараторов.

### Состав
Составными частями АЦП прямого преобразования являются компараторы, шифратор и регистр.

### Принцип действия
Принцип действия полностью параллельного АЦП прямого преобразования заключается в том, что все параллельные компараторы с напряжением сравнения меньшим, чем уровень входного сигнала переключаются в «1», а все параллельные компараторы с напряжением сравнения бо́льшим, чем уровень входного сигнала остаются в состоянии «0». Шифратор перекодирует полученный двоично кодированный унарный код (Binary Coded Unary, BCU) в код для передачи дальнейшим устройствам.

### История
Первый документированный АЦП прямого преобразования был частью электро-механической факсимильной системы, описанной в патенте Paul M. Rainey в 1921 году.
Значительным достижением в технологии высокоскоростных АЦП в 1940-е годы была электронно-лучевая кодирующая трубка разработанная в Bell Labs. Трубка описанная R. W. Sears была способна делать до 96 kSPS с 7-битным разрешением.
В 1950-е и в 1960-е годы АЦП прямого преобразования с разрешением до 4-битов (15 операционных усилителей) строили на электронновакуумных лампах и транзисторах. Были модели и на туннельных диодах.
Вскоре стало понятно, что АЦП прямого преобразования обладают наибольшим быстродействием (sampling rates) по сравнению с другими архитектурами, но проблемой с их внедрением было то, что компараторы были чрезвычайно громоздкими при использовании электронно-вакуумных ламп и очень большими при использовании схем на дискретных транзисторах.
В 1964 году Fairchild выпустила первые интегральные микросхемы компараторов µA711/712, разработанные Бобом Видларом.
С появлением этих блоков для построения компараторов и доступностью интегральных микросхем ТТЛ и ЭСЛ логики компания Computer Labs, Inc. выпустила 6-битные монтируемые в стойку дискретные АЦП прямого преобразования VHS-630 (6-битов, 30 MSPS в 1970) и VHS-675 (6-битов, 75 MSPS в 1975)
Практически сейчас доступны интегральные микросхемы АЦП прямого преобразования с разрешением до 10 бит, но обычно они имеют разрешение 6 или 8 бит. Их наибольшее быстродействие (sampling rate) может достигать 1 ГГц (в основном они делаются по арсенид-галлиевой технологии и рассеивают несколько ватт мощности), с шириной полосы входного сигнала превышающей 300 МГц.

### Троичные полностью параллельные АЦП прямого преобразования
Наряду с двоичными полностью параллельными АЦП прямого преобразования возможно построение и троичных полностью параллельных АЦП прямого преобразования.
Аппаратные затраты равны {\displaystyle 3^{n}-1} компараторов, где n — число тритов АЦП, и при 5-тритном преобразовании с {\displaystyle 3^{5}=243} уровнями дискретизации потребуется {\displaystyle 3^{5}-1=242} компаратора.

## Параллельно-последовательные (поддиапазонные, конвейерные) АЦП прямого преобразования
Pipelined Subranging Direct-conversion (Flash) ADC
Немного уменьшают быстродействие, но позволяют уменьшить количество компараторов до {\displaystyle k\cdot 2^{n/k}-1}, где n — число битов выходного кода, а k — число параллельных АЦП прямого преобразования, но при этом требуется добавление {\displaystyle k-1} вычитателей-усилителей.

Аппаратные затраты равны {\displaystyle k\cdot (2^{n/k}-1)} компараторов на ОУ + {\displaystyle k-1} вычитателей-усилителей на ОУ {\displaystyle =k\cdot (2^{n/k}-1)+k-1} ОУ. При 8 битах (n=8) и 2 АЦП (k=2) потребуется {\displaystyle k\cdot (2^{8/2}-1)=} 30 компараторов на ОУ и {\displaystyle k-1=2-1=1} вычитатель-усилитель на ОУ, то есть всего 31 ОУ. Используют два (k=2) или более шагов-поддиапазонов. При k=2 преобразователь называется Half-Flash (Subranging) ADC.
В сегодняшних применениях, где требуется быстродействие (sampling rates) больше чем 5 MSPS — 10 MSPS, доминирует архитектура конвейерных поддиапазонных АЦП. Хотя флэш (all-parallel) архитектура и доминировала на рынке интегральных микросхем 8-битных видео АЦП в 1980-х и ранних 1990-х годов, конвейерная архитектура всё более замещает флэш АЦП в современных применениях. Существует малое число высокомощных арсенид-галлиевых (GaAs) флэш преобразователей с быстродействием (sampling rates) больше чем 1 GHz, но их разрешение ограничено 6 или 8 битами. Однако, флэш преобразователь всё ещё остаётся популярным строительным блоком для конвейерных АЦП высокого разрешения.
Конвейерные АЦП прямого преобразования берут своё начало в поддиапазонной архитектуре которая была впервые применена в 1950-х годах с целью уменьшить число компонентов и потребляемую мощность во флэш АЦП на туннельных диодах и электронновакуумных трубках.
В 1966 году Kinniment и др. предложили архитектуру параллельно-последовательного АЦП прямого преобразования с рециркуляцией (Recirculating ADC Architecture). В этой архитектуре используется один поддиапазонный параллельный АЦП прямого преобразования.

## Полностью последовательные АЦП прямого преобразования
All-Sequentional Direct-conversion ADC

Полностью последовательные АЦП прямого преобразования (k=n), медленнее параллельных АЦП прямого преобразования и немного медленнее параллельно-последовательных АЦП прямого преобразования. Уменьшают количество ОУ до {\displaystyle n\cdot (2^{n/n}-1)+n-1=n\cdot (2^{1}-1)+n-1=2n-1}, где n — число битов выходного кода, а k — число шагов прямого преобразования (число компараторов).
Время преобразования двоичного полностью последовательного АЦП прямого преобразования равно:

{\displaystyle n\cdot t_{compar}+(n-1)\cdot (t_{sub-mult}+t_{key})=}

{\displaystyle =n\cdot t_{OA}+(n-1)\cdot (t_{OA}+t_{key})=}

{\displaystyle =(2n-1)\cdot t_{OA}+(n-1)\cdot t_{key}}

n*tкомпаратора+(n-1)*(tвычитателя-умножителя+tаналогового ключа)
Для 8-битного АЦП с {\displaystyle 2^{8}=255} уровнями дискретизации потребуется 15 ОУ: 8 компараторов на ОУ и 7 вычитателей-умножителей на 2 на ОУ.

#### Троичные полностью последовательные АЦП прямого преобразования
Уменьшают количество ОУ до {\displaystyle n\cdot (3^{n/n}-1)+n-1=n\cdot (3^{1}-1)+n-1=3n-1}, где n — число тритов выходного кода, а k — число шагов прямого преобразования (число троичных компараторов).

Например, для 2-тритного АЦП с {\displaystyle 3^{2}=9} уровнями дискретизации потребуется 5 ОУ: 2x2=4 ОУ в 2 троичных компараторах на 2 ОУ каждый и 1 вычитатель-умножитель на 3 на ОУ. Двоичный же 3-битный АЦП на тех же 5 ОУ содержит 3 компаратора на ОУ и 2 вычитателя-умножителя на 2 на ОУ и имеет только {\displaystyle 2^{3}=8} уровней дискретизации.
Время преобразования троичного полностью последовательного АЦП прямого преобразования равно:

{\displaystyle n\cdot t_{compar}+(n-1)\cdot (t_{sub-mult}+t_{key})=}

{\displaystyle =(2n-1)\cdot t_{OA}+(n-1)\cdot t_{key}}

n*tкомпаратора+(n-1)*(tвычитателя-умножителя+tаналогового ключа)
При 5 ОУ:

Время преобразования двоичного АЦП равно:

{\displaystyle (2\cdot 3-1)\cdot t_{OA}+(3-1)\cdot t_{key}=5\cdot t_{OA}+2\cdot t_{key}}

Время преобразования троичного АЦП равно:

{\displaystyle (2\cdot 2-1)\cdot t_{OA}+(2-1)\cdot t_{key}=3\cdot t_{OA}+t_{key}}

то есть на {\displaystyle 2\cdot t_{OA}+t_{key}} меньше, чем двоичного АЦП.
Троичные АЦП этого вида приблизительно в 1,5 раза быстрее соизмеримых по числу уровней и аппаратных затрат двоичных АЦП этого же вида.
Из этого следует, что троичные полностью параллельные АЦП прямого преобразования быстрее, точнее и дешевле, чем двоичные полностью параллельные АЦП прямого преобразования.